# Locheutis acrocapna
Locheutis acrocapna is een vlinder uit de familie van de sikkelmotten (Oecophoridae). De wetenschappelijke naam van de soort werd in 1938 gepubliceerd door Alfred Jefferis Turner.